# 9677 Gowlandhopkins
A 9677 Gowlandhopkins (ideiglenes jelöléssel 2532 P-L) a Naprendszer kisbolygóövében található aszteroida. Cornelis Johannes van Houten, Ingrid van Houten-Groeneveld és Tom Gehrels fedezte fel 1960. szeptember 24-én.
Nevét Frederick Gowland Hopkins (1861 – 1947) Nobel-díjas angol biokémikus után kapta.